# 1494 Savo
1494 Savo eller 1938 SJ är en asteroid upptäckt 16 september 1938 av den finske astronomen Yrjö Väisälä vid Storheikkilä observatorium. Asteroiden har fått sitt namn det finska namnet på landskapet Savolax.